# Overwinningsmedaille (Griekenland)
De Overwinningsmedaille, (Grieks: "Διασυμμαχικό Μετάλλιο Νίκης") indertijd ook wel "Intergeallieerde Medaille 1914-1918" of, vanwege de tekst die in veel geallieerde landen op de keerzijde verscheen "Medaille van de Oorlog voor de Beschaving" genoemd, is de Griekse versie van de Intergeallieerde Medaille die na de overwinning in de Eerste Wereldoorlog aan veteranen werd uitgereikt.

## Achtergrond
De medaille werd op 6 oktober 1920 door Koning Alexander I van Griekenland ingesteld in een Koninklijk Besluit. De medaille werd uitgereikt aan ongeveer 200. 000 militairen.
Om in aanmerking te komen moesten soldaten tussen 14 juni 1917 en 25 november 1918 ten minste drie maanden actieve dienst hebben gedaan of gewond zijn geraakt in de strijd. Voor de marine golden dezelfde voorwaarden, maar met een actieve dienst van een jaar. Alle Griekse militairen van land- en zeemacht die in de oorlog waren omgekomen ontvingen de medaille postuum.
Op het revers van kostuums werd ook een kleine knoopsgatversiering in de kleuren van het lint gedragen. Op rokkostuums droeg men een miniatuur, een verkleinde versie van de medaille aan een klein lint of een kleine ketting. Op uniformen werd een baton gedragen.

## Kenmerken
De ronde bronzen medaille heeft een diameter van 36 millimeter en werd door Henry-Eugène Nocq (1868-1944) ontworpen. Op de voorzijde is een gevleugelde Godin van de Overwinning, hier de "Nike van Paionios", afgebeeld. Zij houdt een palmtak in de linkerhand. In de rechterhand houdt zij een lauwerkrans. Op de achtergrond zijn zonnestralen afgebeeld.
Op de keerzijde staat boven een afbeelding van de halfgod Herakles die als baby twee slangen wurgt het rondschrift "ΟΜΕΓΑΣ ΥΓΕΡ ΤΟΥ ΓΟΛΙΤΙΣΜΟΥ ΓΟΛΕΜΟΣ" (Grieks voor: "De grote oorlog voor de beschaving"). Daaronder staan op een altaar in het Grieks de namen van de 14 geallieerden en hun geassocieerden; het Verenigd Koninkrijk, Frankrijk, Verenigde Staten, Servië, Montenegro, Portugal, Brazilië, Griekenland, Thailand, Bulgarije, Italië, België, Japan en Rusland.
Daaronder zijn de jaartallen 1914 - 1918 aangebracht.
De medaille werd door V. Canale geslagen. De signatuur "Henry NOCQ " staat op de rand. Onofficiële exemplaren, aangeschaft om het origineel te sparen, missen de signatuur op de voorzijde. De tekst op de keerzijde van deze medailles is verkeerd gespeld en mist een "O".
De medaille werd aan een lint in de kleuren van de regenboog op de linkerborst gedragen. De verbinding tussen lint en medaille is bewegelijk en zeer robuust uitgevoerd.